# Finlandia settentrionale
La Finlandia settentrionale (Pohjois-Suomi in finlandese) è un'area geografica della Finlandia comprendente le province di Oulu e della Lapponia.
Essa non costituisce, a livello amministrativo, una regione ufficiale della Finlandia; sulla base della suddivisione NUTS relativa alla Finlandia (NUTS:FI) è la zona geografica identificata dal codice FI1A, sebbene in tale suddivisione comprenda anche l'Ostrobotnia centrale.
La Finlandia settentrionale ha una densità di popolazione molto bassa (al di sotto di 1 abitante/km²); ciò comporta grandi distanze tra le varie città e centri abitati che ivi si trovano, così come la mancanza di trasporti pubblici tra le principali arterie e le aree non abitate. Le città più grandi della Finlandia settentrionale sono Oulu (128.986 ab.), Rovaniemi (57.842 ab.), Kajaani (35.526 ab.), Kemi (23.424 ab.), Raahe (23.022 ab.) e Tornio (22.155 ab.).

## Principali arterie di circolazione nell'area

### Strade
Poiché la rete ferroviaria copre solo le parti meridionali della regione, le più importanti arterie di circolazione sono le strade:
- Strada statale 4 (E75)
- Strada statale 5 (E63)
- Strada statale 20
- Strada statale 21 (E8)
- Strada statale 22

e le
- strade principali 79–83 e 90–93

### Ferrovie
Le principali arterie ferroviarie dell'area sono:
- Seinäjoki–Kokkola–Oulu
- Oulu–Kemi–Tornio–Kolari
- Kemi (Laurila)–Rovaniemi–Kemijärvi–Salla–Kelloselkä
- Tornio–Haaparanta
- Oulu–Kontiomäki–Iisalmi, Kontiomäki–Vartius

Il trasporto ferroviario verso Taivalkoski è stato soppresso e la manutenzione della linea Pesiökylä–Taivalkoski è stata interrotta nel 2004. La ferrovia verrà presto chiusa a causa del progressivo peggioramento dello stato dei binari.